# 777 ~We can sing a song!~
Singles de AAA
Still Love You
(2012) Niji
(2012)
777 ~We can sing a song!~ est le 33esingle du groupe AAA sorti sous le label Avex Trax le 25 juillet 2012 au Japon. Il sort en format CD, CD+DVD, et CD mu-mo. Il arrive 4e à l'Oricon. Il se vend à 35 806 exemplaires la première semaine et reste classé 6 semaines pour un total de 44 003 exemplaires vendus en tout durant cette période.
777 ~We can sing a song!~ a été utilisé comme thème musical pour la publicité Cool Magic de Itoyokado dans laquelle apparaissent Misako Uno et Chiaki Ito.  777 ~We can sing a song!~ se trouve sur l'album 777 ~Triple Seven~.

## Liste des titres
| 1. | 777 ~We can sing a song!~                |  |
| 2. | Birthday song                            |  |
| 3. | 777 ~We can sing a song!~ (Instrumental) |  |
| 4. | Birthday song (Instrumental)             |  |

| 1. | 777 ~We can sing a song!~ (Music Clip) |  |
| 2. | 777 ~We can sing a song!~ (Making of)  |  |

| 1. | 777 ~We can sing a song!~                   |  |
| 2. | Birthday song                               |  |
| 3. | Think about AAA 6th Anniversary ~season 21~ |  |